# Natuurpark Vale do Tua

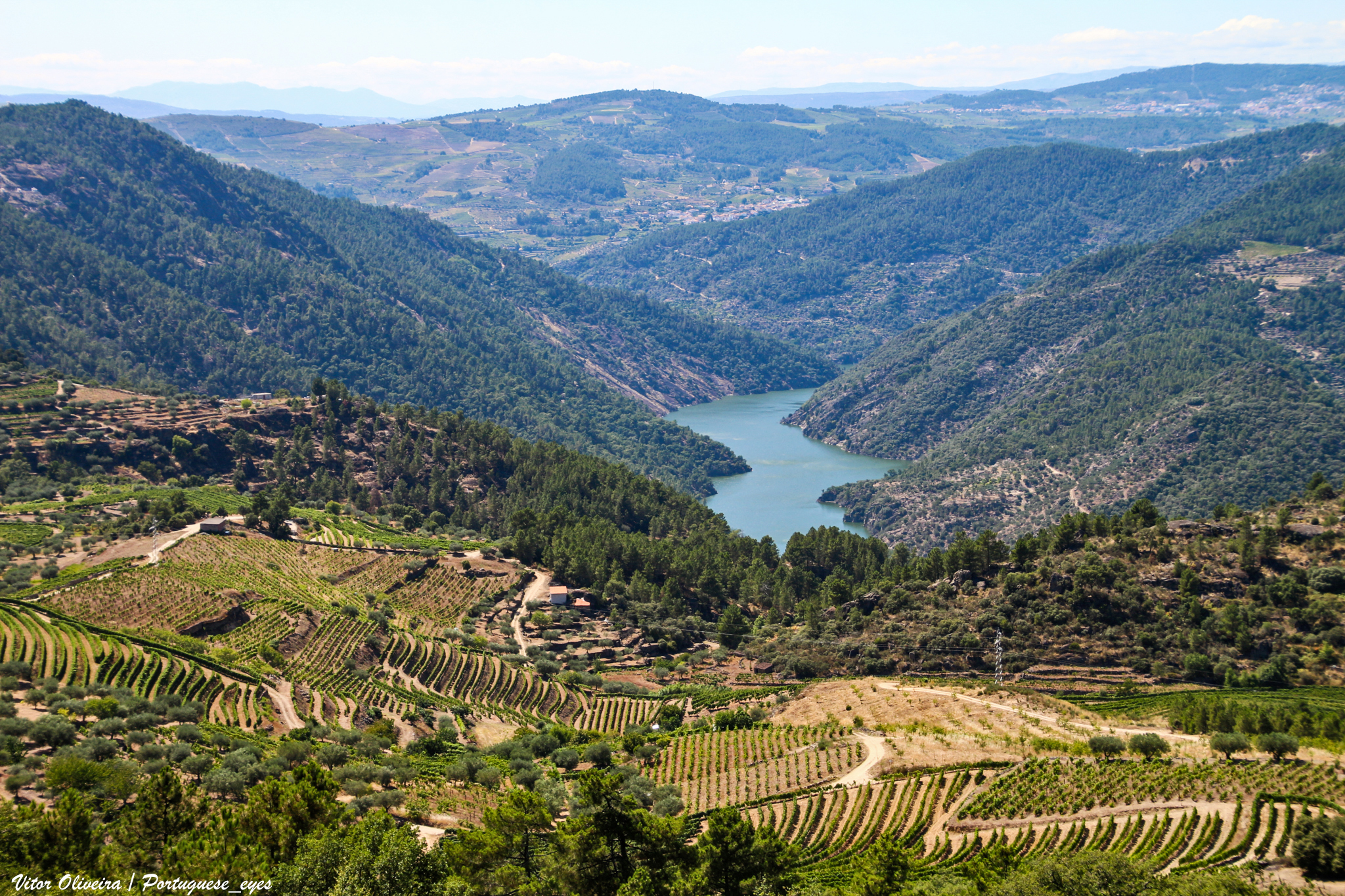

Het Natuurpark Vale do Tua (Portugees: Parque natural regional do Vale do Tua) is een natuurpark in Portugal. Het werd beschermd in 2014 en is 247,69 vierkante kilometer groot. Het park omvat hoogvlaktes en de dalen van de Tua, Douro en Tinhela.